# Subdivisões de Angola
As subdivisões de Angola são as partes menores nas quais está organizado internamente o país.
A República de Angola a partir de 1 de janeiro de 2025 é composta de vinte e uma províncias, cada província está organizada em partes menores que são os municípios (um total de 326), eles, por sua vez, se dividem em partes ainda menores chamadas de comunas (378 no total). As comunas podem ter uma ou mais cidades, vilas e aldeias em seu interior.
A Constituição Angolana afirma que os órgãos do Estado se organizam-se respeitando, entre outros, o princípio da autonomia local, bem como o da unidade e da integridade territorial, implícito na Constituição.

## História
Na Lei Constitucional original, de 11 de Novembro de 1975, a República Popular de Angola dividia-se em “províncias, concelhos, comunas, círculos, bairros e povoações”. Estas subdivisões deveriam ser autónomas, contudo essa descentralização não ocorria de facto, uma vez que as autoridades administrativas dos concelhos eram todas nomeadas pela MPLA.
A Constituição de 1992 afirmou a existências das mesmas subdivisões apontas na Constituição anterior, porém, substituiu o termo concelho, atribuindo-lhe a denominação de município.

## Subdivisões

### Províncias
Angola encontra-se organizada em 21 províncias, que são a maior subdivisão a nível nacional. A cidade de Luanda, capital do país, também forma a província de Luanda, menor em área e maior em população entre as 21 províncias.
Cada província angolana possui certo grau de autonomia garantida pela Constituição.

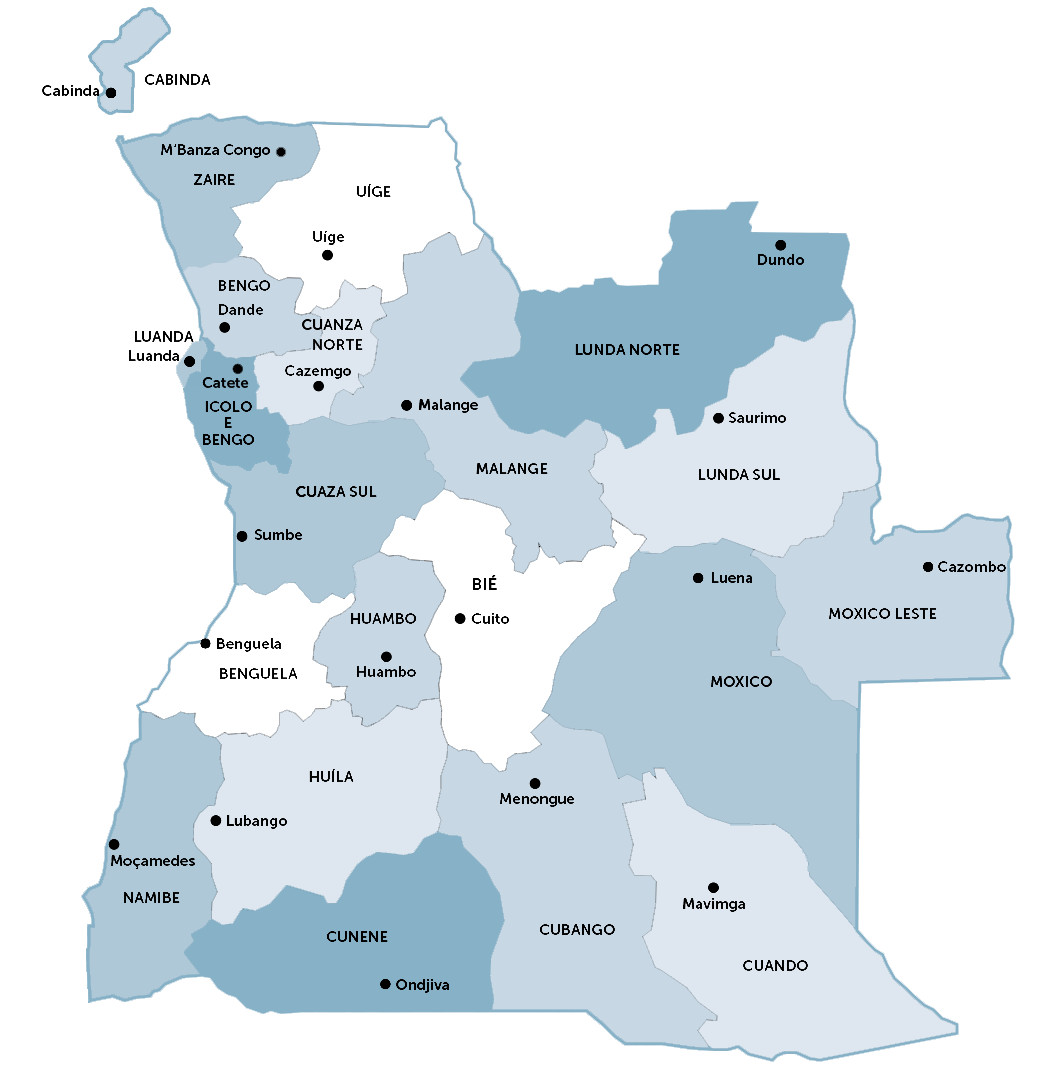
Mapas das províncias de Angola

O código ISO 3166-2:AO, são os códigos ISO utilizados para Angola.
| N. mapa | Província     | Capital       |
| ------- | ------------- | ------------- |
| 1       | Bengo         | Caxito        |
| 2       | Benguela      | Benguela      |
| 3       | Bié           | Cuíto         |
| 4       | Cabinda       | Cabinda       |
| 5       | Cuando        | Mavinga       |
| 6       | Cubango       | Menongue      |
| 7       | Cunene        | Ondjiva       |
| 8       | Huambo        | Huambo        |
| 9       | Huíla         | Lubango       |
| 10      | Cuanza Norte  | N'dalatando   |
| 11      | Cuanza Sul    | Sumbe         |
| 12      | Ícolo e Bengo | Catete        |
| 13      | Luanda        | Luanda        |
| 14      | Lunda Norte   | Dundo         |
| 15      | Lunda Sul     | Saurimo       |
| 16      | Malanje       | Malanje       |
| 17      | Moxico        | Moxico        |
| 18      | Moxico Leste  | Cazombo       |
| 19      | Namibe        | Moçâmedes     |
| 20      | Uíge          | Uíge          |
| 21      | Zaire         | Mabanza Congo |

### Municípios

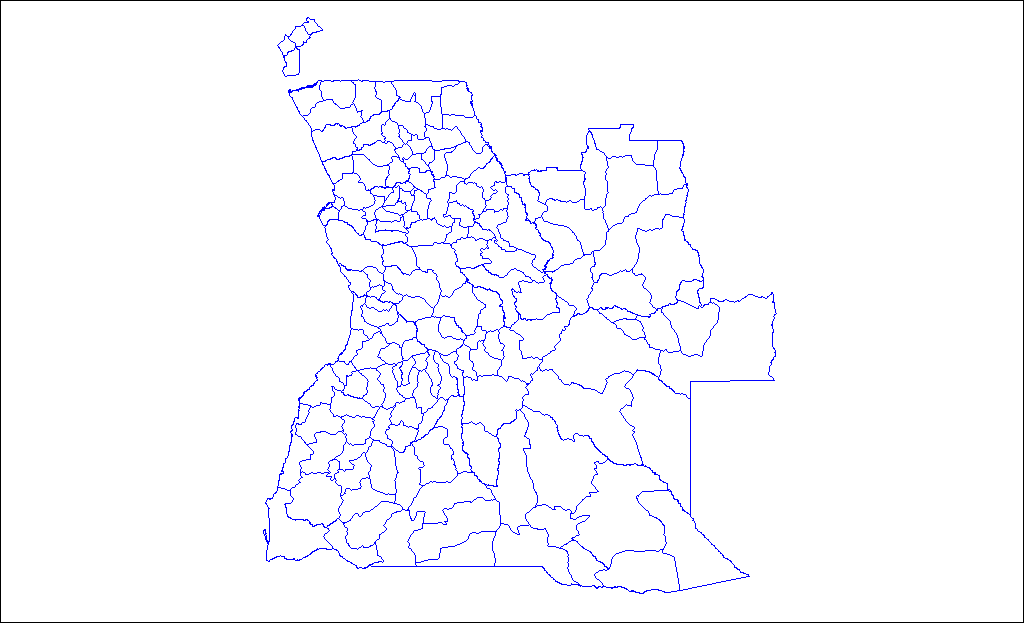
Mapa dos municípios de Angola.

No período colonial, o poder tradicional sempre exerceu grande influência local, não existindo na Angola Portuguesa, um movimento municipalista, tal como ocorrera em Portugal continental, ou mesmo em outras partes de Europa.
A constituição de 1975 não previa a existência de municípios, somente com a promulgação da Constituição de 1992 é que esse termo passou a ser utilizado, ocupando o lugar do concelho.
As províncias de Cabinda e Lunda Sul, com 4 municípios cada, são as províncias com menos municípios, enquanto que Uíge possui um total de 16 municípios, sendo a província com mais divisões. O total do municípios do país era de 164 em 2019, segundo o Ministério de Administração do Território e Reforma do Estado.

A República de Angola organiza-se territorialmente para fins político-administrativos, em províncias e estas em municípios, podendo ainda estruturar-se em comunas e em entes territoriais equivalentes nos termos da Constituição e da lei.

Constituição da República de Angola (artigo 8.º).

### Comunas
As comunas são partes facultativas integrantes dos municípios, podendo coexistir mais de uma comuna por município. No interior das comunas, encontram-se o mais baixo nível de administração local em Angola, que são as Vilas e as aldeias.
Segundo o Ministério de Administração do Território e Reforma do Estado, Angola contava em 2019, com um total de 518 comunas, dentro de 164 municípios.